# 9555 Frejakocha
9555 Frejakocha è un asteroide della fascia principale. Scoperto nel 1986, presenta un'orbita caratterizzata da un semiasse maggiore pari a 2,3609149 UA e da un'eccentricità di 0,0834296, inclinata di 7,17908° rispetto all'eclittica.
L'asteroide è dedicato a Freja Koch Augustesen, nipote di uno degli scopritori.